# ましろ色シンフォニーのディスコグラフィ
ましろ色シンフォニーのディスコグラフィ（ましろいろシンフォニーのディスコグラフィ）では、 『ましろ色シンフォニー』の関連CDについて記述する。発売元はランティス。

## ドラマCD
各キャラクターをフィーチャーした作品であり、ドラマとおまけトーク、オープニングテーマとして各巻1曲目にキャラクターソングが収録されている。キャストはテレビアニメ版と同様。
全キャラクターソングの作詞・作曲はrinoが手掛けている。また、本作に収録されているキャラクターソングは『ましろ色シンフォニー オリジナルドラマシリーズ サウンドポートレート』にフルバージョンが収録されている。
ディスクジャケットには、フィーチャーされているキャラクターが各巻描かれている。イラストはキャラクターデザインを手掛けた和泉つばすが担当している。
オリコン週間アルバムチャートではそれぞれ、209位（Vol.1）、165位（Vol.2）、190位（Vol.3）、161位（Vol.4）を獲得した。

### 第1巻（瀬名愛理）
1. 大好き♡スパイラル（Short ver.） [1:49]
歌：瀬名愛理（小野涼子）
作詞・作曲：rino、編曲：戸田章世
2. オリジナルドラマ『どてら、もう一着』 [49:55]
3. ドラマCD特別編『ましろ色アワー 夜の結姫女子学園 1』 [8:40]
4. おまけトーク [9:30]

### 第2巻（瓜生桜乃）
1. マシュマロ恋心（Short ver.） [1:57]
歌：瓜生桜乃（後藤麻衣）
作詞・作曲：rino、編曲：戸田章世
2. オリジナルドラマ『にちようびには手をつないで』 [47:14]
3. ドラマCD特別編『ましろ色アワー 夜の結姫女子学園 2』 [8:21]
4. おまけトーク [8:14]

### 第3巻（アンジェリーナ・菜夏・シーウェル）
1. トゥルリラブ（Short ver.） [1:39]
歌：アンジェリーナ・菜夏・シーウェル（壱智村小真）
作詞・作曲：rino、編曲：東タカゴー
2. オリジナルドラマ『天使には祝福のまぶしさを』 [51:46]
3. ドラマCD特別編『ましろ色アワー 夜の結姫女子学園 3』 [8:30]
4. おまけトーク [9:51]

### 第4巻（天羽みう）
1. 優しい時間（Short ver.） [1:38]
歌：天羽みう（力丸乃りこ）
作詞・作曲：rino、編曲：戸田章世
2. オリジナルドラマ『春はお餅のやけごろ』 [55:18]
3. ドラマCD特別編『ましろ色アワー 夜の結姫女子学園 4』 [9:57]
4. おまけトーク [8:43]

## ボーカルアルバム
ドラマCDに収録されたキャラクターソングのフルバージョン、本作の為に書き下ろされたイメージソングが収録されている。イメージソングは橋本みゆき、rino、美郷あき、ЯIREが唄っている。
2010年12月6日付のオリコン週間アルバムチャートで214位を獲得した。
収録曲
1. 大好き♡スパイラル [3:53]
歌：瀬名愛理（小野涼子）
作詞・作曲：rino、編曲：戸田章世
  - ドラマCD 第一巻 瀬名愛理編 『どてら、もう一着』オープニングテーマ

2. マシュマロ恋心 [4:30]
歌：瓜生桜乃（後藤麻衣）
作詞・作曲：rino、編曲：戸田章世
  - ドラマCD 第二巻 瓜生桜乃編 『にちようびには手をつないで』オープニングテーマ

3. トゥルリラブ [3:42]
歌：アンジェリーナ・菜夏・シーウェル（壱智村小真）
作詞・作曲：rino、編曲：東タカゴー
  - ドラマCD 第三巻 アンジェリーナ・菜夏・シーウェル編 『天使には祝福のまぶしさを』オープニングテーマ

4. 優しい時間 [4:07]
歌：天羽みう（力丸乃りこ）
作詞・作曲：rino、編曲：戸田章世
  - ドラマCD 第四巻 天羽みう編 『春はお餅のやけごろ』オープニングテーマ

5. I will for you [3:29]
歌：乾紗凪（吉田真弓）
作詞・作曲：rino、編曲：東タカゴー
6. 君といるこの季節に... [5:11]
歌：橋本みゆき
作詞：橋本みゆき、作曲・編曲：田辺トシノ
7. Faraway [4:04]
歌：rino
作詞・作曲：rino、編曲：大久保薫
8. Maple Love [3:57]
歌：美郷あき
作詞：美郷あき、作曲・編曲：大久保薫
9. キャンバス [4:15]
歌：ЯIRE
作詞：SugarLover、作曲・編曲：斎藤悠弥・田中俊裕
10. シンフォニック ラブ 〜Allstar ver〜 [3:49]
歌：瀬名愛理（小野涼子）、瓜生桜乃（後藤麻衣）、アンジェリーナ・菜夏・シーウェル（壱智村小真）、天羽みう（力丸乃りこ）
作詞：rino、作曲・編曲：大久保薫

## キャラクターパレット
テレビアニメ版のキャラクターソング。各キャラクターのキャラクターソングが収録されているシングル。ディスクジャケットは、ダブルジャケット仕様になっている。
収録曲の作詞・作曲は全曲ともrinoが手掛けている。

### Vol.1
2011年11月23日発売。瀬名愛理と瓜生桜乃のキャラクターソング。歌は愛理、桜乃役の小野涼子、後藤麻衣が唄っている。ディスクジャケットには瀬名愛理、瓜生桜乃が描かれている。
2011年12月5日付のオリコン週間シングルチャートで124位を獲得した。
収録曲
（全作詞・作曲：rino）
1. POP STEP LOVE [3:34]
歌：瀬名愛理（小野涼子）
編曲：東タカゴー
2. ふんわりふわり [4:08]
歌：瓜生桜乃（後藤麻衣）
編曲：戸田章世
3. POP STEP LOVE（off vocal)
4. ふんわりふわり（off vocal）

### Vol.2
2011年12月21日発売。天羽みう、乾紗凪、アンジェリーナ・菜夏・シーウェルのキャラクターソング。歌はみう、紗凪、アンジェ役の力丸乃りこ、吉田真弓、壱智村小真が唄っている。ディスクジャケットには天羽みう、乾紗凪、アンジェリーナ・菜夏・シーウェルが描かれている。
2012年1月2日付のオリコン週間シングルチャートで93位、Billboard JAPAN Hot Singles Salesで84位を獲得した。
収録曲
（全作詞・作曲：rino）
1. 想いの蕾 恋する未来 [3:50]
歌：天羽みう（力丸乃りこ）
編曲：戸田章世
2. ずっとこのまま… [3:41]
歌：乾紗凪（吉田真弓）
編曲：東タカゴー
3. ぴかぴかEveryday [4:33]
歌：アンジェリーナ・菜夏・シーウェル（壱智村小真）
編曲：東タカゴー
4. 想いの蕾 恋する未来（off vocal）
5. ずっとこのまま…（off vocal）
6. ぴかぴかEveryday（off vocal）

## サウンドトラック

### TVアニメ ましろ色シンフォニー オリジナルサウンドトラック ましろ色の旋律
2012年1月25日に発売。テレビアニメ版のサウンドトラック。
劇中で使用されたBGM、主題歌として起用されたちょうちょの2枚目のシングル「Authentic symphony」のテレビサイズバージョン、アコースティックギターバージョン、marbleの9枚目のシングル「水彩キャンディー」のテレビサイズバージョンが収録されている。全BGMの作曲は虹音が手掛けている。
ディスクジャケットには天羽みう、ぱんにゃが描かれている。イラストは原作のキャラクターデザインを手掛けた和泉つばすによる描き下ろし。
収録曲
| トラック | 曲名                                    | 歌         | 作曲     | 時間 |
| -------- | --------------------------------------- | ---------- | -------- | ---- |
| 01       | はじまりのうた                          |            | 虹音     | 1:33 |
| 02       | Authentic symphony（TV Size）           | ちょうちょ | 虹音     | 1:32 |
| 03       | 静かに流れゆく時間                      |            | 虹音     | 2:10 |
| 04       | 出逢い                                  | 1:56       | 虹音     |      |
| 05       | 不穏な空気                              | 1:22       | 虹音     |      |
| 06       | そこにある気持ち                        | 2:19       | 虹音     |      |
| 07       | 安らぎのひととき                        | 1:41       | 虹音     |      |
| 08       | ぬくもり                                | 1:57       | 虹音     |      |
| 09       | やさしさに触れて                        | 1:44       | 虹音     |      |
| 10       | うっりゅりゅ、うっりゅりゅっ            | 1:37       | 虹音     |      |
| 11       | 可憐な上級生                            | 1:37       | 虹音     |      |
| 12       | 野良メイド...?                          | 1:31       | 虹音     |      |
| 13       | へっどどれすかえしてくだしゃい〜〜っ!   | 1:18       | 虹音     |      |
| 14       | 実は男嫌い                              | 1:21       | 虹音     |      |
| 15       | これは...、あの......の......           | 1:21       | 虹音     |      |
| 16       | 和気藹々                                | 1:52       | 虹音     |      |
| 17       | 変わらない日常                          | 1:34       | 虹音     |      |
| 18       | 悪巧み                                  | 1:20       | 虹音     |      |
| 19       | 本日よりお世話をさせていただきます。    | 1:24       | 虹音     |      |
| 20       | 移りゆく季節                            | 1:37       | 虹音     |      |
| 21       | 澄みきった青空に                        | 1:36       | 虹音     |      |
| 22       | うりゅ〜!                               | 1:37       | 虹音     |      |
| 23       | 思い出                                  | 1:24       | 虹音     |      |
| 24       | もやもや                                | 1:44       | 虹音     |      |
| 25       | 責任                                    | 1:58       | 虹音     |      |
| 26       | ぬこ部の為に出来ること                  | 1:45       | 虹音     |      |
| 27       | ありがとう                              | 1:38       | 虹音     |      |
| 28       | 心はいつも晴れやかに                    | 1:28       | 虹音     |      |
| 29       | 調和                                    | 1:37       | 虹音     |      |
| 30       | 戸惑い                                  | 1:23       | 虹音     |      |
| 31       | 素直になりたい                          | 1:57       | 虹音     |      |
| 32       | 想いあふれて                            | 1:30       | 虹音     |      |
| 33       | 叶わない恋                              | 1:35       | 虹音     |      |
| 34       | 小さな幸せ                              | 1:33       | 虹音     |      |
| 35       | ずっと一緒だった                        | 1:23       | 虹音     |      |
| 36       | さよなら...                             | 2:08       | 虹音     |      |
| 37       | Authentic symphony（Ac.Guitar Arrange） | ちょうちょ | 虹音     | 1:11 |
| 38       | さよなら君の声（Pf Arrange）            |            | 虹音     | 1:44 |
| 39       | 水彩キャンディー（TV Size）             | marble     | 菊池達也 | 1:32 |
| 40       | ましろ色の恋物語                        |            | 虹音     | 1:34 |